# Un roman en neuf lettres
Un roman en neuf lettres (Роман в девяти письмах) est une très courte nouvelle de l'écrivain russe Fiodor Dostoïevski écrite en une nuit au cours du mois d’octobre 1845, et parue dans Le Contemporain de janvier 1847.

## Les personnages
- Petre Ivanovitch : coquin et escroc.
- Ivan Petrovitch : naïf qui a trouvé plus coquin que lui.
- Anna Mikhaelovna : femme de Petre, dont elle a un enfant de 6 mois
- Tatiana Petrovna : femme d’Ivan, elle est enceinte
- Eugène Nikolaïtch : jeune homme riche séjournant chez Petre, on comprend à la fin qu'il a mis Tatiana enceinte et qu'il est l'amant d'Anna

## Résumé

### Contexte
Petre a emprunté trois cent cinquante roubles à Ivan sans signer de reconnaissance de dette, pour une affaire entre eux en lien avec Eugène, un jeune homme de petite noblesse séjournant chez Petre.

### Première lettre
de Petre à Ivan – probablement écrite le 7 novembre
Petre souhaite parler à Ivan pour une importante affaire, il décrit toutes les démarches qu’il a entreprises en vain depuis trois jours pour retrouver dans Saint-Pétersbourg le destinataire de ce courrier, son ami Ivan.
Puis, il reproche gentiment à Ivan de lui avoir envoyé le jeune Eugène sous ses recommandations.
Il finit par « inviter » Ivan à passer chez lui, et lui donne des nouvelles de son jeune enfant.

### Deuxième lettre
de Ivan à Petre – probablement écrite le 9 novembre
Ivan fait part de sa surprise en apprenant que Pierre ne l'a pas trouvé, alors qu’il est resté chez lui, puis s'est lui-même rendu à plusieurs reprises au domicile de Petre, en vain.
Ivan blâme également Petre pour ne pas être clair sur ce qu'il reproche à Eugène, lui conseillant d'interdire lui-même la porte de son domicile au jeune homme. Ivan donne alors des détails sur ce qu’il sait de ce garçon, c’est un jeune noble probablement riche.
Enfin Ivan demande à Petre de se conformer aux conditions établies entre eux, c'est-à-dire qu'il attend de l’argent de sa part, il en a besoin pour un voyage et pour sa femme.

### Troisième lettre
de Petre à Ivan – écrite par déduction le 10 novembre
Petre raconte qu’il a dû aller au chevet d’une tante mourante et il s’est présenté le lendemain au domicile d’Ivan, il ne l’a pas trouvé mais Eugène était là. Il lui donne rendez-vous pour le soir même chez un ami commun.

### Quatrième lettre
de Ivan à Petre – écrite par déduction le 11 novembre
Ivan laisse éclater sa colère contre Petre, ce dernier n’était pas chez l’ami commun la veille au soir, ni ce matin chez à son domicile. Ivan accuse Petre de fixer de faux rendez-vous dans l'espoir d'éviter de le rencontrer avant son voyage prochain pour Simbirsk.
Ivan rappelle à Petre, sans donner de détails, que ce dernier doit exécuter certaines conventions établies entre eux. Il reproche à Petre d'avoir récupérer de façon malhonnêteté les lettres qui aurait pu être des preuves son approbation sur leur affaire. 
Ivan somme Petre de mettre par écrit les conditions principales de leur conventions, et de lui expliquer ses pensées à propos d’Eugène.

### Cinquième lettre
de Petre à Ivan – écrite le 11 novembre
Petre donne des explications sur ses absences, cette fois il était chez une agonisante qui est morte dans la nuit, il s’offense des remarques qu’Ivan lui fait. Il lui fait remarquer que la somme de trois cent cinquante roubles n’était pas un prêt… Il le quitte en espérant que leur relation s’améliore par la suite.

### Sixième lettre
de Ivan à Petre – écrite le 14 novembre
Une lettre de plus de quatre pages d’un homme exténué, à bout de nerfs, les insultes fusent, les remarques acerbes sur l’amitié trahie, sur les courriers de Petre  qui traitent de tout sauf de l’affaire en cours, et qui fait des mensonges pour éviter de se rencontrer.
Il reproche ensuite à Petre de calomnier Eugène et de suggérer que c'est une personne difficile à extorquer. Ivan rappelle tout le bien qu'il pense de ce jeune homme, et sait que Petre lui a déjà extorqué plusieurs centaines de roubles en jouant aux cartes avec lui.
En fin de lettre, Ivan somme Petre de lui retourner les 350 roubles et autres sommes promises, sans quoi il pourrait utiliser des documents pouvant nuire et salir irrémédiablement son nom.

### Septième lettre
de Petre à Ivan – écrite le 15 novembre
Quelques lignes pour signifier à Ivan qu’il ne veut plus le voir.

### Huitième lettre
de Ivan à Petre – reçue le 16 novembre
Ivan annonce à Petre qu’il est parti en province et qu’il ne compte pas mettre les pieds chez lui, il lui prédit qu’il lui restera Eugène comme ami.
À cette lettre est joint le billet qui suit.

### Huitième lettre bis
de Anna (femme de Petre) à Eugène  – écrite le 2 novembre
C’est le billet d’une maîtresse qui presse son amant de venir la voir quand son mari n’est pas là.
Et qui le remercie d’avoir envoyé des documents, on comprend que ce sont des lettres écrites par une autre femme.
Le lecteur comprend à ce moment là que Eugène est devenu l'amant de la femme de Petre après avoir été accueillit chez eux, et que Ivan le savait.

### Neuvième lettre
de Petre à Ivan – écrite le 15 novembre
Dans cette courte missive, Petre demande à Ivan s’il veut bien d’Eugène comme compagnon de voyage.
Le sens de ses écrits est donné avec la lettre billet qui suit, joint à la présente lettre.

### Neuvième lettre  bis
de Tatiana (femme d’Ivan) à Eugène – écrite le 4 aout
C’est une lettre d’adieu d’une maîtresse à son amant, qui vit une épreuve (on devine qu'elle est tombée enceinte d'Eugène), et qui va devoir se marier de raison avec un brave garçon (on devine que c'est Ivan).
Le lecteur comprend à ce moment là que Eugène est le véritable père de l'enfant que porte la femme d'Ivan, et que Petre le savait par les courriers que sa propre femme a reçu d'Eugène.

## Éditions françaises
- Fiodor Dostoïevski (trad. Gustave Aucouturier), « Un roman en neuf lettres », dans Récits, Chroniques et Polémiques, Paris, Gallimard, coll. « Bibliothèque de la Pléiade » (no 211), 1969 (réimpr. 2006) (ISBN 2-07-010179-7)

- Premières Miniatures (cette édition rassemble les nouvelles suivantes : Un roman en neuf lettres, Polzounkov, Le Voleur honnête, Un sapin de Noël et un mariage), traduites par André Markowicz, Arles, Éd. Actes Sud, Collection Babel, 2000  (ISBN 2 7427 3062 1)